# Villanueva, Villa Hidalgo
Villanueva är en ort i Mexiko.   Den ligger i kommunen Villa Hidalgo och delstaten Zacatecas, i den centrala delen av landet, 400 km nordväst om huvudstaden Mexico City. Villanueva ligger 2 135 meter över havet och antalet invånare är 151.
Terrängen runt Villanueva är platt västerut, men österut är den kuperad. Terrängen runt Villanueva sluttar västerut. Runt Villanueva är det ganska glesbefolkat, med 45 invånare per kvadratkilometer. Närmaste större samhälle är Salinas de Hidalgo, 17,2 km norr om Villanueva. Omgivningarna runt Villanueva är i huvudsak ett öppet busklandskap.